# Letteratura futurista
(Il Manifesto del futurismo di Marinetti)
Il movimento culturale del Futurismo si estese anche nella letteratura; Filippo Tommaso Marinetti pubblicò i princìpi della letteratura futurista nel Manifesto su diversi giornali italiani tra gennaio e febbraio del 1909. Dopo averlo pubblicato su Le Figaro, il 20 febbraio dello stesso anno, acquistò una rilevanza europea.

## Storia

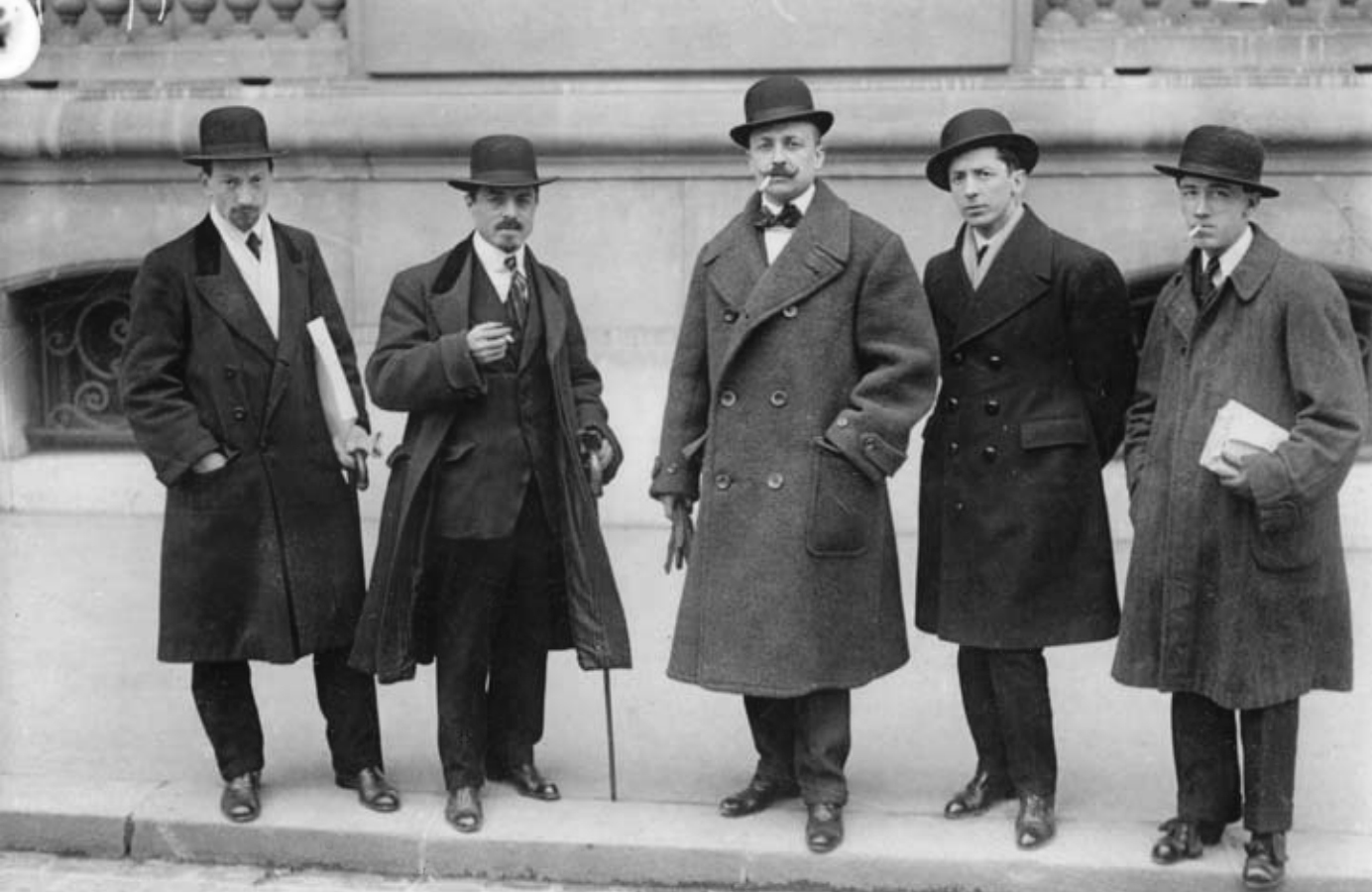
Russolo, Carrà, Marinetti, Boccioni e Severini nel 1912 davanti alla sede di Le Figaro

Il fondatore del movimento futurista Filippo Tommaso Marinetti, pubblica il primo Manifesto del futurismo.
Marinetti riassunse i principi fondamentali dei futuristi, che comprendevano un appassionato disgusto per le idee del passato, specialmente per le tradizioni politiche ed artistiche. Marinetti e gli altri sposarono l'amore per la velocità, la tecnologia. L'automobile, l'aereo, le città industriali avevano tutte un carattere mitico per i futuristi, perché rappresentavano il trionfo tecnologico dell'uomo sulla natura.
Si auspica inoltre la nascita di una letteratura rivoluzionaria, liberata da tutte le regole, anche quelle della grammatica, dell'ortografia e della punteggiatura. I futuristi sperimentano nuove forme di scrittura per dar vita ad una poesia tutta di movimento e libertà, negano la sintassi tradizionale, modificano le parole, le dispongono sulla pagina in modo da suggerire l'immagine che descrivono.
La vis polemica appassionata di Marinetti attrasse immediatamente alcuni giovani artisti dell'ambiente milanese - Umberto Boccioni, Carlo Carrà, e Luigi Russolo - che vollero estendere le idee di Marinetti alle arti visuali (Russolo fu anche un compositore, e introdusse le idee futuriste nelle sue composizioni). I pittori Giacomo Balla e Gino Severini incontrarono Marinetti nel 1910. Questi artisti rappresentarono la prima fase del movimento futurista. 
Nel maggio 1912, compare per le" edizioni futuriste di Poesia" il "Manifesto tecnico della letteratura futurista, nel 1914 riproposto sulla rivista fiorentina "Lacerba", di Ardengo Soffici e Giovanni Papini, che può essere definita la rivista ufficiale del futurismo in quel periodo; nascono anche le riviste "La Difesa dell'arte" e "Il Centauro". Del 1914 è il volume Zang Tumb Tumb miglior esempio delle futuriste Parole in libertà.

I futuristi soprannominarono l'amore per il passato passatismo, e i suoi autori passatisti (cfr. Stucchismo), arrivando ad attaccarli anche fisicamente nel corso delle loro presentazioni e performance. In altri casi furono invece i futuristi a essere aggrediti dal pubblico, come nel famoso Discorso contro i Veneziani di Marinetti. 

Gesualdo Manzella Frontini e Carlo Carrà

L'ideologia futurista di glorificazione della guerra come espressione vitalista e purificatrice, unitamente a un aggressivo e convinto nazionalismo, portò nel dopoguerra prima all'ispirazione e poi a un rapporto piuttosto problematico con il fascismo. A quest'ultimo aspetto si deve negli anni del dopoguerra l'ostracismo culturale subito dal futurismo, ostracismo che sta lentamente cedendo il passo a una critica meno militante e più serena.
Il movimento, con la morte di Boccioni e Sant'Elia volontari nella Grande Guerra e la successiva defezione di personaggi come Carrà e Severini, vivrà una fase evolutiva denominata Secondo Futurismo, fino a chiudere la propria parabola creativa con la morte di Filippo Tommaso Marinetti nel 1944. Molti futuristi continuarono a operare nella seconda metà del secolo. Nel dicembre del 2004 la morte dell'artista Osvaldo Peruzzi è stata salutata come la morte dell'ultimo futurista.

### La poesia
I poeti futuristi si riuniranno attorno alla rivista Poesia fondata da Marinetti nel 1905. Nei componimenti si trova generalmente l'esaltazione del futuro e delle sensazioni forti associate alla velocità e alla guerra. Gli esponenti più noti, oltre al Marinetti, sono Aldo Palazzeschi (autore della poesia La fontana malata e della celeberrima "La passeggiata") e Paolo Buzzi (almeno per parte della sua produzione). 
Fra i poeti che partecipano all'esperienza futurista si ricordano Luciano Folgore, lo stesso Ardengo Soffici e Corrado Govoni. Anche Salvatore Quasimodo aderì, in gioventù, al futurismo (si ricorda la sua poesia "Sera d'estate" pubblicata nel 1917 sulla rivista fiorentina "Italia Futurista").
Del secondo futurismo marinettiano è l'Aeropoesia.

## Influenze
Il futurismo italiano influenzò i futuristi degli altri paesi, in particolare francesi e russi, ma anche numerosi movimenti artistici del XX secolo, compresi Art déco, vorticismo, costruttivismo e surrealismo. Anche se il Futurismo come movimento si è storicamente estinto, l'immaginario macchinista collegato alla metallizzazione del corpo umano permane tuttora nella cultura giapponese, ed emerge ad esempio nei manga/anime e nei film di Shinya Tsukamoto.